# Sophronica subaureovittata
Sophronica subaureovittata là một loài bọ cánh cứng trong họ Cerambycidae.